# Biblia komputerowego gracza
Biblia komputerowego gracza – książka poświęcona historii gier komputerowych, napisana przez Aleksego „Alexa” Uchańskiego, Piotra „Gawrona” Gawrysiaka i Piotra „Micza” Mańkowskiego, redaktorów czasopism o grach komputerowych. Została wydana przez Wydawnictwo Iskry, a premierę miała na jesiennych targach Gambleriada, odbywających się w dniach 23–25 października 1998 roku. Uważana jest za pierwszą na polskim rynku książkę, omawiającą historię gier komputerowych.

## Treść
Każdy rozdział książki poświęcony jest innemu gatunkowi gier i zaczyna się od jego krótkiej definicji. Zasadniczą część każdego rozdziału stanowią ułożone w kolejności chronologicznej opisy gier, uznanych przez autorów za najważniejsze dla rozwoju danego gatunku. Niekiedy przy okazji omawiania danej gry autorzy opisują szerzej konkretne zjawisko lub podgatunek.
Każdy rozdział zawiera też listę dziesięciu najlepszych (zdaniem autorów) gier danego gatunku. Dla przykładu na listę „dziesięciu najlepszych strzelanin” trafiły kolejno: Commando, Defender, River Raid, Green Beret, Ghosts’n Goblins, Super Zaxxon, Maggotmania (klon gry Centipede), Tapper, Gyruss i Star Wars: Rebel Assault.
W książce wyróżniono następujące gatunki gier: strzelaniny, gry platformowe, gry labiryntowe, bijatyki, gry sportowe, wyścigi samochodowe, symulatory pojazdów, gry przygodowe, gry fabularne, gry wojenne, gry ekonomiczne oraz trójwymiarowe strzelaniny (do tej ostatniej kategorii wliczono strzelanki pierwszo- oraz trzecioosobowe).
Prace nad książką trwały ponad trzy i pół roku. Według Piotra Gawrysiaka, autorem większości treści był Piotr Mańkowski. Gawrysiak, zaproszony do współpracy dopiero pod koniec prac nad książką, był autorem jedynie rozdziału o symulatorach. Aleksy Uchański po latach twierdził, że pracę nad książką wspomina źle i nie jest zadowolony z napisanych przez siebie fragmentów.

## Odbiór
W chwili publikacji Biblia komputerowego gracza zwracała uwagę jako pierwsza w Polsce próba zmierzenia się z tematem historii gier komputerowych. Recenzent w piśmie „Gambler” polecił książkę każdemu graczowi, który chciałby dowiedzieć się więcej o swoim hobby, a recenzent w „Secret Service” wyraził podziw dla zawartego w książce bogactwa informacji. Redaktor serwisu Imperium Gier Michał Zacharzewski uznał, że książka jest „niesamowita” i nadał jej ocenę: „dla pamiętającego «te» czasy 9/10, dla młodzika 7/10”.
Recenzenci krytykowali jednak niemal zupełny brak ilustracji oraz zdawkowe i niejasne opisy gier. Oprócz tego książce wytykano błędne i niepełne informacje (np. przy wielu starszych grach widnieje adnotacja „producent nieznany”). Autorom zarzucano też pozbawiony humoru i niedbały styl pisania.